# Empire Award

Logo der Zeitschrift Empire

Die Empire Awards bzw. Jameson Empire Awards (von 2003 bis 2007 Sony Ericsson Empire Awards) waren ein britischer Filmpreis, der seit 1996 von der Filmzeitschrift Empire verliehen wurde. Die Preisträger wurden von den Lesern des Magazins gewählt. Die Verleihung fand in einem kleinen Rahmen ähnlich dem der Golden Globes statt. Aus unbekannten Gründen fand die letztmalige Verleihung 2018 statt.

## Preis
Die Auszeichnung besteht aus einem quadratischen Plexiglas. Auf dem schwarzen Sockel ist die Kategorie und der Name des jeweiligen Ausgezeichneten in weißer Schrift eingraviert. Im Plexiglas selbst ist der Schriftzug des Magazins („Empire“) in roter Schrift eingelassen. Hinzu kommt der Schriftzug „Awards Jahr“. Seit Jameson im Jahr 2009 Hauptsponsor wurde, ist darüber das Logo der Whiskey-Marke zu sehen.

## Gewinner

### Bester Film
- 1996 – Braveheart
- 1997 – Sieben
- 1998 – Men in Black
- 1999 – Titanic
- 2000 – Matrix
- 2001 – Gladiator
- 2002 – Der Herr der Ringe: Die Gefährten
- 2003 – Der Herr der Ringe: Die zwei Türme
- 2004 – Der Herr der Ringe: Die Rückkehr des Königs
- 2005 – Die Bourne Verschwörung
- 2006 – King Kong
- 2007 – James Bond 007: Casino Royale
- 2008 – Das Bourne Ultimatum
- 2009 – The Dark Knight
- 2010 – Avatar – Aufbruch nach Pandora
- 2011 – Inception
- 2012 – Harry Potter und die Heiligtümer des Todes: Teil 2[1]
- 2013 – James Bond 007: Skyfall
- 2014 – Gravity
- 2015 – Interstellar
- 2016 – The Revenant – Der Rückkehrer
- 2017 – Rogue One: A Star Wars Story
- 2018 – Get Out

### Bester Britischer Film
- 1996 – Kleine Morde unter Freunden
- 1997 – Trainspotting – Neue Helden
- 1998 – Ganz oder gar nicht
- 1999 – Bube, Dame, König, grAS
- 2000 – Notting Hill
- 2001 – Billy Elliot – I Will Dance
- 2002 – Bridget Jones – Schokolade zum Frühstück
- 2003 – 28 Days Later
- 2004 – Tatsächlich… Liebe
- 2005 – Shaun of the Dead
- 2006 – Stolz und Vorurteil
- 2008 – Abbitte
- 2009 – Rock N Rolla
- 2010 – Harry Brown
- 2011 – Kick-Ass
- 2012 – Dame, König, As, Spion
- 2013 – Sightseers
- 2014 – The World’s End
- 2015 – Kingsman: The Secret Service
- 2016 – James Bond 007: Spectre
- 2017 – Ich, Daniel Blake
- 2018 – God’s Own Country

### Beste Komödie
- 2006 – Team America: World Police
- 2007 – Little Miss Sunshine
- 2008 – Hot Fuzz – Zwei abgewichste Profis
- 2009 – Der Sohn von Rambow
- 2010 – Kabinett außer Kontrolle (In the Loop)
- 2011 – Four Lions
- 2012 – Sex on the Beach (The Inbetweeners Movie)
- 2013 – Ted
- 2014 – Alan Partridge: Alpha Papa
- 2015 – Paddington
- 2016 – Spy – Susan Cooper Undercover
- 2017 – The Greasy Strangler – Der Bratfett-Killer
- 2018 – The Death of Stalin[2]

### Bester Sci-Fi-/Fantasy-Film
- 2006 – Star Wars: Episode III – Die Rache der Sith
- 2007 – Pans Labyrinth
- 2008 – Der Sternwanderer
- 2009 – Wanted
- 2010 – Star Trek
- 2011 – Harry Potter und die Heiligtümer des Todes – Teil 1
- 2012 – Thor
- 2013 – Der Hobbit: Eine unerwartete Reise
- 2014 – Der Hobbit: Smaugs Einöde
- 2015 – X-Men: Zukunft ist Vergangenheit
- 2016 – Star Wars: Das Erwachen der Macht
- 2017 – Sieben Minuten nach Mitternacht (A Monster Calls)
- 2018 – Wonder Woman

### Bester Horrorfilm
- 2006 – The Descent – Abgrund des Grauens
- 2007 – Hostel
- 2008 – 28 Weeks Later
- 2009 – Eden Lake
- 2010 – So finster die Nacht (Låt den rätte komma in)
- 2011 – Der letzte Exorzismus
- 2012 – Kill List
- 2013 – Die Frau in Schwarz
- 2014 – Conjuring – Die Heimsuchung
- 2015 – Der Babadook
- 2016 – The Hallow
- 2017 – The Witch
- 2018 – Get Out

### Bester Thriller
- 2006 – Kiss Kiss, Bang Bang
- 2007 – Departed – Unter Feinden
- 2008 – American Gangster
- 2009 – Ein Quantum Trost
- 2010 – Sherlock Holmes
- 2011 – Verblendung (Män som hatar kvinnor)
- 2012 – Dame, König, As, Spion
- 2013 – Headhunters
- 2014 – Die Tribute von Panem – Catching Fire
- 2015 – The Imitation Game – Ein streng geheimes Leben
- 2016 – James Bond 007: Spectre
- 2017 – Jason Bourne
- 2018 – Kingsman: The Golden Circle

### Bester Regisseur
- 1996 – Danny Boyle (Kleine Morde unter Freunden)
- 1997 – Terry Gilliam (Twelve Monkeys)
- 1998 – Cameron Crowe (Jerry Maguire)
- 1999 – Steven Spielberg (Der Soldat James Ryan)
- 2000 – M. Night Shyamalan (The Sixth Sense – Der Sechste Sinn)
- 2001 – Bryan Singer (X-Men)
- 2002 – Baz Luhrmann (Moulin Rouge)
- 2003 – Steven Spielberg (Minority Report)
- 2004 – Quentin Tarantino (Kill Bill Vol. 1)
- 2005 – Sam Raimi (Spider Man 2)
- 2006 – Nick Park und Steve Box (Wallace & Gromit: Auf der Jagd nach dem Riesenkaninchen)
- 2007 – Christopher Nolan (The Prestige)
- 2008 – David Yates (Harry Potter und der Orden des Phönix)
- 2009 – Christopher Nolan (The Dark Knight)
- 2010 – James Cameron (Avatar – Aufbruch nach Pandora)
- 2011 – Edgar Wright (Scott Pilgrim gegen den Rest der Welt)
- 2012 – David Yates (Harry Potter und die Heiligtümer des Todes: Teil 2)
- 2013 – Sam Mendes (James Bond 007: Skyfall)
- 2014 – Alfonso Cuarón (Gravity)
- 2015 – Christopher Nolan (Interstellar)
- 2016 – J.J. Abrams (Star Wars: Das Erwachen der Macht)
- 2017 – Gareth Edwards (Rogue One: A Star Wars Story)
- 2018 – Rian Johnson (Star Wars: Die letzten Jedi)

### Bester Britischer Regisseur (1997–2001)
- 1997 – Danny Boyle (Trainspotting – Neue Helden)
- 1998 – Anthony Minghella (Der Englische Patient)
- 1999 – Peter Howitt (Sliding Doors)
- 2000 – Roger Michell (Notting Hill)
- 2001 – Guy Ritchie (Snatch – Schweine und Diamanten)

### Beste Darstellerin
- 1996 – Nicole Kidman (To Die For)
- 1997 – Frances McDormand (Fargo)
- 1998 – Joan Allen (Hexenjagd)
- 1999 – Cate Blanchett (Elizabeth)
- 2000 – Gwyneth Paltrow (Shakespeare in Love)
- 2001 – Connie Nielsen (Gladiator)
- 2002 – Nicole Kidman (Moulin Rouge)
- 2003 – Kirsten Dunst (Spider-Man)
- 2004 – Uma Thurman (Kill Bill Vol. 1)
- 2005 – Julie Delpy (Before Sunset)
- 2006 – Thandie Newton (L.A. Crash)
- 2007 – Penélope Cruz (Volver – Zurückkehren)
- 2008 – Keira Knightley (Abbitte)
- 2009 – Helena Bonham Carter (Sweeney Todd – Der teuflische Barbier aus der Fleet Street)
- 2010 – Zoë Saldaña (Avatar)
- 2011 – Noomi Rapace (Verblendung (2009))
- 2012 – Olivia Colman (Tyrannosaur – Eine Liebesgeschichte)
- 2013 – Jennifer Lawrence (The Hunger Games)
- 2014 – Emma Thompson (Saving Mr. Banks)
- 2015 – Rosamund Pike (Gone Girl – Das perfekte Opfer)
- 2016 – Alicia Vikander (The Danish Girl)
- 2017 – Felicity Jones (Rogue One: A Star Wars Story)
- 2018 – Daisy Ridley (Star Wars: Die letzten Jedi)

### Bester Darsteller
- 1996 – Nigel Hawthorne (King George – Ein Königreich für mehr Verstand)
- 1997 – Morgan Freeman (Sieben)
- 1998 – Kevin Spacey (L.A. Confidential)
- 1999 – Tom Hanks (Der Soldat James Ryan)
- 2000 – Pierce Brosnan (James Bond: Die Welt ist nicht genug)
- 2001 – Russell Crowe (Gladiator)
- 2002 – Elijah Wood (Der Herr der Ringe: Die Gefährten)
- 2003 – Tom Cruise (Minority Report)
- 2004 – Johnny Depp (Fluch der Karibik)
- 2005 – Matt Damon (Die Bourne Identität)
- 2006 – Johnny Depp (Charlie und die Schokoladenfabrik)
- 2007 – Daniel Craig (Casino Royale)
- 2008 – James McAvoy (Abbitte)
- 2009 – Christian Bale (The Dark Knight)
- 2010 – Christoph Waltz (Inglourious Basterds)
- 2011 – Colin Firth (The King’s Speech)
- 2012 – Gary Oldman (Dame, König, As, Spion)
- 2013 – Martin Freeman (Der Hobbit: Eine unerwartete Reise)
- 2014 – James McAvoy (Drecksau)
- 2015 – Andy Serkis (Planet der Affen: Revolution)
- 2016 – Matt Damon (Der Marsianer – Rettet Mark Watney)
- 2017 – Eddie Redmayne (Phantastische Tierwesen und wo sie zu finden sind)
- 2018 – Hugh Jackman (Logan – The Wolverine)

### Beste Britische Darstellerin (1996–2005)
- 1996 – Kate Winslet (Heavenly Creatures)
- 1997 – Brenda Blethyn (Lügen und Geheimnisse)
- 1998 – Kate Winslet (Hamlet)
- 1999 – Kate Winslet (Titanic)
- 2000 – Helena Bonham Carter (Fight Club)
- 2001 – Julie Walters (Billy Elliot – I Will Dance)
- 2002 – Kate Winslet (Enigma)
- 2003 – Samantha Morton (Minority Report)
- 2004 – Emma Thompson (Tatsächlich… Liebe)
- 2005 – Kate Winslet (Vergiss mein nicht!)

### Bester Britischer Darsteller (1996–2005)
- 1996 – Ewan McGregor (Kleine Morde unter Freunden)
- 1997 – Ewan McGregor (Trainspotting – Neue Helden)
- 1998 – Ewan McGregor (Lebe lieber ungewöhnlich)
- 1999 – Peter Mullan (My Name Is Joe)
- 2000 – Hugh Grant (Notting Hill)
- 2001 – Vinnie Jones (Snatch)
- 2002 – Ewan McGregor (Moulin Rouge)
- 2003 – Hugh Grant (About A Boy oder: Der Tag der toten Ente)
- 2004 – Andy Serkis (Der Herr der Ringe: Die Rückkehr des Königs)
- 2005 – Paddy Considine (Dead Man’s Shoes)

### Beste Neuentdeckung
- 1996 – Bryan Singer (The Usual Suspects – Die üblichen Verdächtigen)
- 1997 – Ewen Bremner (Trainspotting – Neue Helden)
- 1998 – Gary Oldman (Nil By Mouth)
- 1999 – Vinnie Jones (Bube, Dame, König, Gras)
- 2000 – Carrie-Anne Moss (Matrix)
- 2001 – Jamie Bell (Billy Elliot – I Will Dance)
- 2002 – Orlando Bloom (Der Herr der Ringe: Die Gefährten)
- 2003 – Rosamund Pike (James Bond: Stirb an einem anderen Tag)
- 2004 – Martine McCutcheon (Tatsächlich… Liebe)
- 2005 – Freddie Highmore (Wenn Träume fliegen lernen)
- 2006 – Kelly Reilly (Stolz und Vorurteil) und (Lady Henderson präsentiert)
- 2007
  - Brandon Routh (Superman Returns)
  - Eva Green (Casino Royale)
- 2008 – Sam Riley (Control)
- 2009 – Gemma Arterton (Ein Quantum Trost)
- 2010 – Aaron Taylor-Johnson (Nowhere Boy)
- 2011 – Chloë Grace Moretz (Kick-Ass und Let Me In)
- 2012
  - Tom Hiddleston (Thor)
  - Felicity Jones (Like Crazy)
- 2013
  - Tom Holland (The Impossible)
  - Samantha Barks (Les Misérables)
- 2014
  - Aidan Turner (Der Hobbit: Smaugs Einöde)
  - Margot Robbie (The Wolf Of Wall Street)
- 2015
  - Taron Egerton (Kingsman: The Secret Service)
  - Karen Gillan (Guardians of the Galaxy / Oculus)
- 2016
  - John Boyega (Star Wars: Das Erwachen der Macht)
  - Daisy Ridley (Star Wars: Das Erwachen der Macht)
- 2017
  - Dave Johns (Ich, Daniel Blake)
  - Anya Taylor-Joy (The Witch)
- 2018
  - Josh O’Connor (God’s Own Country)
  - Dafne Keen (Logan – The Wolverine)

### Sonderpreise

#### Empire Lifetime Achievement Award (Preis für das Lebenswerk)
- 1996 – Mike Leigh
- 1997 – Freddie Francis
- 1998 – Dennis Hopper
- 1999 – Bob Hoskins
- 2000 – Michael Caine
- 2001 – Richard Harris
- 2002 – Christopher Lee
- 2003 – Dustin Hoffman
- 2004 – Sigourney Weaver (als Empire Career Achievement Award)
- 2006 – Tony Curtis
- 2009 – Russell Crowe (als Actor Of Our Lifetime Award)
- 2012 – Tim Burton
- 2013 – Helen Mirren
- 2014 – Tom Cruise (als The Legend Of Our Lifetime Award)
- 2015 – Ralph Fiennes (Legend prize)
- 2016 – Alan Rickman (Legend prize)
- 2017 – Patrick Stewart
- 2018 – Steven Spielberg

#### The Empire Inspiration Award
- 1997 – The Monty Python Team
- 1999 – Spike Lee
- 2000 – Kenneth Branagh
- 2001 – Aardman Animations
- 2002 – Michael Mann
- 2004 – Ray Harryhausen
- 2005 – Pixar
- 2006 – Stephen Frears
- 2008 – Guillermo del Toro
- 2010 – Andy Serkis
- 2011 – Edgar Wright
- 2012 – Ron Howard
- 2013 – Sam Mendes
- 2014 – Paul Greengrass
- 2015 – Christopher Nolan
- 2016 – Paddy Considine
- 2017 – Luc Besson

#### The Empire Movie Masterpiece
- 1999 – Der Exorzist
- 2000 – Oliver Stone für JFK – Tatort Dallas

#### Special Award For Contribution To Cinema
- 2000 – Industrial Light and Magic
- 2005 – Working Title (Eric Fellner, Tim Bevan)

#### Empire Independent Spirit Award
- 2002 – Michael Mann
- 2003 – Michael Winterbottom & Andrew Eaton, Revolution Films
- 2004 – Roger Corman
- 2005 – Kevin Smith

#### Sony Ericsson Soundtrack Award
- 2008 – Control
- 2009 – Mamma Mia!

#### Outstanding Contribution To British Film
- 2005 – Working Title
- 2006 – Die Harry-Potter-Filme
- 2008 – Shane Meadows
- 2009 – Danny Boyle

#### Empire Icon Award
- 2005 – Quentin Tarantino (Icon of the Decade Award)
- 2006 – Brian Cox
- 2008 – Ewan McGregor
- 2009 – Viggo Mortensen
- 2010 – Ian McKellen
- 2011 – Gary Oldman
- 2014 – Hugh Jackman
- 2018 – Mark Hamill

#### Filmszene des Jahres
- 2002 – Yoda und Count Dookus Duell (Star Wars: Episode II – Angriff der Klonkrieger)
- 2004 – Ritt der Rohirrim (Der Herr der Ringe: Die Rückkehr des Königs)
- 2005 – Ballon Sequenz (Enduring Love)
- 2006 – Geburt von Darth Vader (Star Wars: Episode III – Die Rache der Sith)
- 2007 – Brücken Sequenz (Mission: Impossible III)